# Ascot (Londen)
Ascot is een historisch Brits motorfietsmerk.
De bedrijfsnaam was: The Ascot Motor Co., London.
Ascot begon in 1905 met de productie van motorfietsen. De Britse industrie was toen nog afhankelijk van buitenlandse inbouwmotoren, die bij voorkeur uit België en Frankrijk kwamen. Ascot gebruikte Belgische motoren van Kelecom-Antoine, maar ook van Minerva, dat intussen een fabriek in Holborn Viaduct in Londen had opgezet. Ascot verdween in 1906 echter van de markt.